# Браунтон (город, Миннесота)
Браунтон (англ. Brownton) — город в округе Мак-Лауд, штат Миннесота, США. На площади 1 км² (1 км² — суша, водоёмов нет), согласно переписи 2002 года, проживают 807 человек. Плотность населения составляет 825,9 чел./км².
- Телефонный код города — 320
- Почтовый индекс — 55312
- FIPS-код города — 27-08254[1]
- GNIS-идентификатор — 0640549[2]